# 湖滨路街道
湖滨路街道，是中华人民共和国河南省平顶山市新华区下辖的一个乡镇级行政单位。

## 行政区划
湖滨路街道下辖以下地区：
东太平村、西太平村、东王营村、朱砂洞村和郑营村。